# Diccionario Histórico de la Compañía de Jesús
Das Diccionario Histórico de la Compañía de Jesús (Historisches Wörterbuch der Gesellschaft Jesu; Abk. DHCJ, DHSI) ist ein spanisches vierbändiges biographisches und thematisches Wörterbuch, das der Geschichte der Gesellschaft Jesu und prominenter Jesuiten gewidmet ist.
Es ist das größte Nachschlagewerk seiner Art. Veröffentlicht wurde es im Jahr 2001 in Madrid, in Zusammenarbeit des römischen Institutum Historicum Societatis Iesu (IHSI; Historisches Institut der Gesellschaft Jesu) mit der Päpstlichen Universität Comillas. Die Hauptredakteure sind Charles E. O’Neill (1927–2009) und Joaquín María Domínguez. Das Gemeinschaftswerk enthält mehr als 6000 Artikel, die von rund 700 Fachautoren bearbeitet wurden. Insbesondere enthält das Wörterbuch 5637 Biografien, 138 allgemeine Artikel über Länder, 158 Artikel über verschiedene Aktivitäten der Jesuiten und 70 Artikel zum Institut der Gesellschaft Jesu. Jeder Artikel enthält eine Bibliographie zum Thema.
Das Nachschlagewerk ist eine wertvolle Referenzquelle für das Studium der Geschichte der Gesellschaft Jesu und der katholischen Kirche.